# Institut des techniques avancées (Gabon)
L'Institut des techniques avancées (ITA) est un établissement d'enseignement supérieur privé situé à Libreville au Gabon.

## Filières
L'ITA prépare les étudiants à la licence et aux master.
Les filières d'enseignement de l'institut sont : 
- action commerciale
- comptabilité et gestion
- informatique de gestion
- gestion des ressources humaines
- électronique et informatique
- électrotechnique
- génie civil
- banque assurance
- maintenance industrielle
- réseaux et télécoms
- droit des affaires et fiscalité
- administration des collectivités territoriales
- transit et douanes
- logistique et transport
- techniques comptables et financières
- marketing et gestion internationale
- automatique et maintenance industrielle.